# Siselen
Siselen (toponimo tedesco) è un comune svizzero di 574 abitanti del Canton Berna, nella regione del Seeland (circondario del Seeland).

## Monumenti e luoghi d'interesse

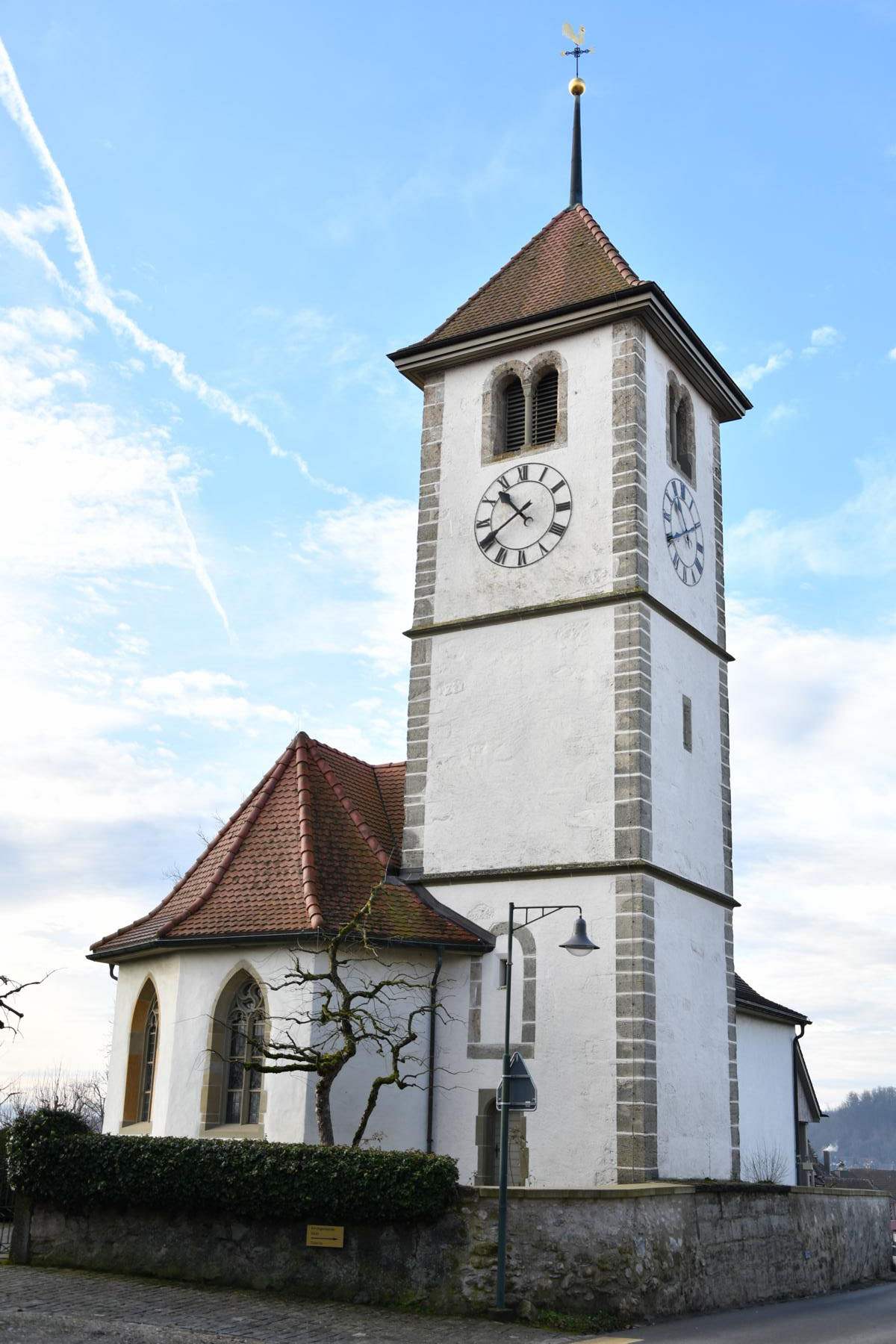
La chiesa riformata

- Chiesa riformata (già di San Silvestro), eretta nel 1500 circa e ricostruita nel XVII-XX secolo[1].

## Società

### Evoluzione demografica
L'evoluzione demografica è riportata nella seguente tabella:
Abitanti censiti

## Infrastrutture e trasporti
Siselen è servito dalle stazioni di Siselen Ausweiche e di Siselen-Finsterhennen sulla ferrovia Bienne-Ins.

## Amministrazione
Ogni famiglia originaria del luogo fa parte del cosiddetto comune patriziale e ha la responsabilità della manutenzione di ogni bene comune.